# Episodi di Yellowstone (quarta stagione)
La quarta stagione della serie televisiva Yellowstone, composta da dieci episodi, è stata trasmessa negli Stati Uniti per la prima volta dall'emittente Paramount Network dal 7 novembre 2021 al 2 gennaio 2022.
In Italia, la stagione è andata in onda in prima visione sul canale satellitare Sky Atlantic dal 14 dicembre 2021 all'11 gennaio 2022.
| nº | Titolo                                         | Prima TV USA     | Prima TV Italia  |
| -- | ---------------------------------------------- | ---------------- | ---------------- |
| 1  | Half the Money                                 | 7 novembre 2021  | 14 dicembre 2021 |
| 2  | Phantom Pain                                   | 7 novembre 2021  | 14 dicembre 2021 |
| 3  | All I See Is You                               | 14 novembre 2021 | 21 dicembre 2021 |
| 4  | Winning or Learning                            | 21 novembre 2021 | 21 dicembre 2021 |
| 5  | Under a Blanket of Red                         | 28 novembre 2021 | 28 dicembre 2021 |
| 6  | I Want to Be Him                               | 5 dicembre 2021  | 28 dicembre 2021 |
| 7  | Keep the Wolves Close                          | 12 dicembre 2021 | 4 gennaio 2022   |
| 8  | No Kindness for the Coward                     | 19 dicembre 2021 | 4 gennaio 2022   |
| 9  | No Such Thing as Fair                          | 26 dicembre 2021 | 11 gennaio 2022  |
| 10 | Grass on the Streets and Weeds on the Rooftops | 2 gennaio 2022   | 11 gennaio 2022  |

## Half the Money
- Diretto da: Stephen Kay
- Scritto da: Taylor Sheridan

### Trama
Dopo essere stato colpito da un'arma da fuoco su una strada remota, John lascia un messaggio scritto col suo sangue che i suoi assalitori sono in un furgone blu, e respira ancora quando arriva Rip. Kayce respinge i suoi aggressori dentro il suo ufficio e va all'inseguimento del furgone blu, intercettandolo e uccidendo tutti i nemici durante un violento scontro a fuoco. Anche Monica si salva dall'agguato in casa propria venendo salvata da Tate, che spara all'aggressore. Sopraggiunge Lloyd che libera l'abitazione dal cadavere favorendo la fuga di Monica e suo figlio. John viene portato d'urgenza in ospedale in elicottero ed è a malapena stabile mentre è in terapia intensiva. Stesso trattamento per Jimmy, per riprendersi dal brutto incidente avuto mentre cercava di domare un cavallo selvaggio per esercitarsi al rodeo. Thomas Rainwater scova lo stratega degli attentatori dei Dutton dentro il suo casinò e manda il suo assistente Mo a saperne di più, temendo in futuro ripercussioni su di lui e la sua riserva. Beth sopravvive alla bomba che ha distrutto il suo ufficio e affronta Jamie sulla sua apparente complicità nell'organizzare l'attentato promettendo vendetta su di lui. Rip uccide con un serpente velenoso Roarke Morris, il mandante delle scorribande provocate in precedenza dai Morrow, che lui, i cowboy e l'intera famiglia Dutton hanno subito.
- Guest star: Josh Holloway (Roarke Morris), Tim McGraw (James Dillard Dutton), Jennifer Landon (Teeter), Hugh Dillon (sceriffo Donnie Haskell), Eden Brolin (Mia), Gregory Zaragoza (Red Bear), Hassie Harrison (Laramie), Brad Carter (controllore), James Jordan (Agente del bestiame Steve Hendon).
- Ascolti USA: telespettatori 8 383 000 – rating 18-49 anni 1,62%[3]

## Phantom Pain
- Diretto da: Stephen Kay
- Scritto da: Taylor Sheridan

### Trama
John e Kayce si riprendono dalle ferite riportate in battaglia, poi discutono su un possibile coinvolgimento di Jamie sugli attentati recentemente subiti. Mentre è in ospedale per assistere alla dimissione di suo padre, Beth si interessa a Carter, un'adolescente che assiste alla morte del padre dipendente dall'eroina e lo porta a casa da Rip, che inizialmente è riluttante ad averlo intorno, ma alla fine lo prende sotto la sua ala, ricordandogli com'era lui stesso da adolescente quando entrò a far parte del ranch dello Yellowstone, e lo assume come stalliere. Nel frattempo, Rainwater riceve un'offerta allettante da Caroline Warner, presidente del consiglio di amministrazione della Market Equities, per ritirare la causa indetta contro la sua azienda, mentre Jamie acquista un terreno di sua iniziativa su consiglio di suo padre, Garrett.
- Special guest star: Jacki Weaver (Caroline Warner).
- Guest star: Will Patton (Garrett Randall), Michael Nouri (Bob Schwartz), Jennifer Landon (Teeter), John Emmet Tracy (Ellis Steele), Hugh Dillon (sceriffo Donnie Haskell), Taylor Sheridan (Travis Wheatley), Eden Brolin (Mia), Hassie Harrison (Laramie), Brad Schmidt (Steven).
- Ascolti USA: telespettatori 7 841 000 – rating 18-49 anni 1,49%[3]

## All I See Is You
- Diretto da: Guy Ferland
- Scritto da: Taylor Sheridan

### Trama
John e Kayce continuano a dare la caccia ai membri delle molteplici squadre d'assalto che sono state incaricate di uccidere la loro famiglia. I risultati sono efficaci e sanguinosi. Mo tiene sotto sequestro l'organizzatore degli agguati braccato nel casinò di Rainwater, dentro il suo fienile e, all'oscuro di Rainwater, lo consegna a John per continuare le indagini per proprio contro. Il patriarca del Montana scopre che la mente vera è in carcere e manda Kayce per scoprire più informazioni su costui. Poi uccide l'ostaggio consegnatogli da Mo con un vecchio duello in stile western.
- Guest star: Jennifer Landon (Teeter), Hugh Dillon (sceriffo Donnie Haskell), Eden Brolin (Mia), Jonathan Kells Phillips (Ralph Peterson), Taylor Sheridan (Travis Wheatley), Hassie Harrison (Laramie), Brad Carter (controllore), James Jordan (Agente del bestiame Steve Hendon), Buck Taylor (Emmet Walsh).
- Ascolti USA: telespettatori 7 491 000 – rating 18-49 anni 1,48%[4]

## Winning or Learning
- Diretto da: Guy Ferland
- Scritto da: Taylor Sheridan

### Trama
Continuano le indagini per risalire alla mente degli attentati subiti dai Dutton. John porta Kayce nel luogo in cui è morto suo padre e gli dice che deve determinare una volta per tutte se Jamie è fedele o meno alla famiglia. Porge al figlio il file che gli è stato dato da Mo e Rainwater che identifica l'apparente capo-organizzatore delle molteplici squadre d'assalto ingaggiate per uccidere la sua famiglia. Il file identifica un criminale imprigionato di nome Riggins. John ordina Kayce di portare il file a Jamie e chiedergli di aprirlo per ulteriori dati su Riggins. Nel caso questi esiti o ritardi, John penserà che Jamie stia vendendo la pelle della sua famiglia. Kayce porta il file a Jamie e lo convince ad accettare l'ordine del file riguardo al rilascio dei file della prigione. Nel frattempo Beth si confronta con Caroline, rifiutando la sua offerta di entrare nella sua società, la Market Equities. Alla baracca dei cowboy scoppia una rissa tra Lloyd e Walker, per via di Laramie, ma Rip giunge per far cessare le ostilità. Jamie riceve il fascicolo della prigione per Riggins ed è visibilmente costernato quando vede che uno dei suoi precedenti compagni di cella era un ex detenuto di nome Garrett Randall, ossia il suo stesso padre biologico. Jimmy viene accompagnato da Travis al ranch Forty Sixes nel Texas occidentale per acquistare un nuovo cavallo da rodeo.
- Special guest star: Jacki Weaver (Caroline Warner).
- Guest star: Will Patton (Garrett Randall), Jennifer Landon (Teeter), Taylor Sheridan (Travis Wheatley), John Emmet Tracy (Ellis Steele), Eden Brolin (Mia), Hassie Harrison (Laramie).
- Ascolti USA: telespettatori 7 421 000 – rating 18-49 anni 1,32%[5]

## Under a Blanket of Red
- Diretto da: Christina Alexandra Voros
- Scritto da: Taylor Sheridan

### Trama
Beth dice a John che sta pianificando di sfruttare l'offerta di Market Equities e Schwatz & Meyers contro entrambi nel tentativo di proteggere il ranch. Alla Livestock Commission, Kayce è sorpreso da una protesta di animalisti contro gli allevatori locali. Vengono arrestati anche se l'attenzione di John viene catturata dal capo dei manifestanti, Summer Higgins, e lui la tira fuori su cauzione offrendole di mostrarle un tour del ranch. Jamie organizza l'immunità formale a Riggins in prigione e la riduzione della pena ai lavori forzati se fornisce informazioni su suo padre. Quando l'avvocato va poi a confrontarsi con lui dopo aver approfondito le sue scoperte, ritrova la sua ex assistente Christina che si avvicina a lui con suo figlio. Kayce e Monica decidono di andare a trovare il nonno di lei.
- Guest star: Will Patton (Garrett Randall), Michael Nouri (Bob Schwartz), Piper Perabo (Summer Higgins), Jennifer Landon (Teeter), Hugh Dillon (sceriffo Donnie Haskell), Katherine Cunningham (Christina), Eden Brolin (Mia), Hassie Harrison (Laramie), James Jordan (Agente del bestiame Steve Hendon), Barry Corbin (Ross).
- Ascolti USA: telespettatori 7 890 000 – rating 18-49 anni 1,42%[6]

## I Want to Be Him
- Diretto da: Christina Alexandra Voros
- Scritto da: Taylor Sheridan

### Trama
Beth fa la conoscenza di Summer e ha subito un duro alterco. Il motivo è ovviamente la relazione che si è subito instaurata tra ella e suo padre. Jamie punta una pistola contro il suo padre biologico, la vera mente da cui sono partiti gli attentati subiti dai Dutton. Garrett però riesce a farlo desistere dal tentativo di venire assassinato. Kayce e Monica scelgono la casa dove vivere lontano dai loro familiari. Continuano dentro la baracca del ranch i forti attriti tra Lloyd e Walker, con l'anziano mandriano che infila a quest'ultimo un coltello sotto la clavicola. John e Rip decidono di risolvere la questione con uno scontro definitivo tra i due cowboy dentro un recinto di cavalli. Segue quindi un lungo pestaggio tra Lloyd e Walker e l'anziano ha la meglio. Rip ristabilisce bruscamente la quiete e, insieme a John, offre a Lloyd una terza ed ultima possibilità di rimanere al ranch. Carter, che continua il lavoro da stalliere, decide di prendere John Dutton come modello di vita per il futuro. Jamie trova Beth come nuovo capo nelle mura della Market Equities, e viene nuovamente accusato di tradimento dalla donna per gli attentati subiti.
- Guest star: Will Patton (Garrett Randall), Piper Perabo (Summer Higgins), Jennifer Landon (Teeter), Eden Brolin (Mia), Hassie Harrison (Laramie), Tanaya Beatty (Avery).
- Ascolti USA: telespettatori 7 283 000 – rating 18-49 anni 1,31%[7]

## Keep the Wolves Close
- Diretto da: Taylor Sheridan
- Scritto da: Taylor Sheridan

### Trama
Kayce sta ancora cercando i cavalli scomparsi segnalati come rubati e non ancora ritrovati. Jamie, nel frattempo, continua a legare con il suo nuovo figlio, suo padre Garrett e Christina. Garrett chiede a Christina se aiuterà a organizzare l'offerta di Jamie per il posto come nuovo governatore del Montana. Beth va nel suo nuovo ufficio e scopre che i piani per rinnovare lo Yellowstone e l'area circostante sono molto più avanzati di quanto avesse mai sospettato. La Governatrice del Montana Lynelle Perry fa visita a John annunciandogli la sua candidatura al senato degli Stati Uniti. Vuole lasciare la sua attuale carica politica a Jamie, ma John esprime seri dubbi sulla sua lealtà e competenza per essere un governatore, e annuncia di candidarsi lui stesso. Più tardi, John conferma quindi con Beth i suoi sospetti su Jamie e sui suoi piani per candidarsi come governatore. Quest'ultimo pensa di essere pronto ad accettare l'appoggio dell'attuale governatrice per la propria campagna, quando improvvisamente Lynelle annuncia pubblicamente che sta appoggiando John come suo candidato prescelto, Jamie rimane esterrefatto. Al ranch Forty Sixes, Jimmy fa la conoscenza della veterinaria Emily.
- Guest star: Will Patton (Garrett Randall), Wendy Moniz (Governatrice Lynelle Perry), Piper Perabo (Summer Higgins), Jennifer Landon (Teeter), John Emmet Tracy (Ellis Steele), Katherine Cunningham (Christina), Tanaya Beatty (Avery), Taylor Sheridan (Travis Wheatley), Matt Medrano (agente Sodero), Kathryn Kelly (Emily), Hassie Harrison (Laramie).
- Ascolti USA: telespettatori 7 537 000 – rating 18-49 anni 1,34%[8]

## No Kindness for the Coward
- Diretto da: Taylor Sheridan
- Scritto da: Taylor Sheridan

### Trama
Garrett e Cristina consigliano a Jamie di andare avanti, anche contro John. Il lavoro di Beth alla Market Equities la incarica di trattare con il gruppo di manifestanti nel cantiere del nuovo aeroporto. John e Rip si stanno dirigendo verso un incontro per vedere lo sceriffo e discutere su come tornare al detenuto in prigione che ha ideato gli attentati per lui e la sua famiglia. Quando raggiungono il diner, essi vedono che vi è in corso un'aggressione e girano intorno alla porta sul retro armati solo di una pistola e di un fucile. Nella tavola calda ha luogo una sanguinosa sparatoria a cui John e Rip sopravvivono senza fare prigionieri. Lo sceriffo è meno fortunato e prende colpi mortali al collo dai ladri, perdendo così la vita. Quando John si avvicina a lui dopo la sparatoria, prende il cellulare dello sceriffo e vede che questi stava cercando di chiamare sua figlia, anche se è morto proprio mentre la chiamata è andata in porto. John si assume l'onere di riferire ad ella del decesso del padre mentre era in servizio.
- Special guest star: Jacki Weaver (Caroline Warner).
- Guest star: Will Patton (Garrett Randall), Tim McGraw (James Dillard Dutton), Faith Hill (Margaret Dutton), Piper Perabo (Summer Higgins), Jennifer Landon (Teeter), John Emmet Tracy (Ellis Steele), Hugh Dillon (sceriffo Donnie Haskell), Katherine Cunningham (Christina), Kathryn Kelly (Emily).
- Ascolti USA: telespettatori 7 739 000 – rating 18-49 anni 1,36%[9]

## No Such Thing as Fair
- Diretto da: Stephen Kay
- Scritto da: Taylor Sheridan

### Trama
Jamie viene spronato da Christina a continuare la sua campagna elettorale malgrado la buona impressione dell'annuncio fatto in tv dal suo avversario. Mette poi al corrente Christina sul passato di suo padre, Garrett Randall, dal quale gli vien suggerito da ella a prendere le distanze per avere un effetto positivo sui suoi elettori. John si reca dalla sua nuova amante, Summer Higgins, dopo le accuse che ricadono su di lei per la resistenza a pubblico ufficiale nei riguardi dell'uomo che l'ha arrestata, durante la protesta in aeroporto. Kayce si reca da Thomas Rainwater e Mo per apprendere i riti di iniziazione della famiglia guerriera, voluti dalla moglie, e divenire uno di loro. Viene condotto poi al sito di iniziazione rituale tribale dove Kayce deve sopportare gli elementi esterni per quattro giorni in un ambiente fisso senza cibo né acqua. Verrà rilasciato solo al ritorno di Mo. Sulla strada per la riunione di patteggiamento di Summer, John si ferma per un caffè e trova Garrett. Si scambiano parole amare sui loro brutti ricordi ed entrambi esprimono le peggiori prospettive l'uno per l'altro. Alla riunione di patteggiamento di Summer, il patriarca del Montana scopre che Beth è stata l'artefice delle condizioni per far arrestare la sua amante ed i partecipanti alla manifestazione. Rientrato a casa, John minaccia di cacciare la figlia fuori di casa.
- Guest star: Will Patton (Garrett Randall), Piper Perabo (Summer Higgins), Jennifer Landon (Teeter), Katherine Cunningham (Christina), Nichole Galicia (Charlotte Riley), Taylor Sheridan (Travis Wheatley), Kathryn Kelly (Emily), Rob Kirkland (comandante Bill Ramsey).
- Ascolti USA: telespettatori 7 480 000 – rating 18-49 anni 1,40%[10]

## Grass on the Streets and Weeds on the Rooftops
- Diretto da: Stephen Kay
- Scritto da: Taylor Sheridan

### Trama
Rip è al corrente dei litigi tra Beth e suo padre e cerca un modo per evitare la cacciata di casa della sua donna. Le consiglia di scusarsi con il suo futuro suocero, il quale, acconsente. Jimmy torna allo Yellowstone con la sua nuova fidanzata Emily e consegna a John il cavallo che questi ha acquistato dal ranch Forty Sixes. Mia, gelosa di Emily, la attacca e le due hanno un breve scontro ma in seguito capisce che Jimmy non prova più niente nei suoi confronti e lascia quindi il ranch per sempre. Ritrova Rip e gli altri mandriani i quali, restano sorpresi dai notevoli progressi del giovane come cowboy, lontano dallo Yellowstone. Anche il suo ex capo John è soddisfatto, e gli cancella così i vecchi debiti verso il ranch e le sue spese mediche passate. Beth viene richiamata bruscamente da Caroline Warner, che scopre il suo doppio gioco nei riguardi della sua azienda, e viene licenziata. Rapisce poi un prete in fretta e furia verso il suo ritorno a casa ed improvvisa le nozze con il suo uomo in seduta stante, dinanzi a suo padre, Carter, e Lloyd, voluto già tempo addietro da Rip come testimone di nozze. In seguito John presenzia al processo contro Summer, scoprendo che la sua amante ha alle sue spalle ben quarantadue arresti in più stati. Viene dunque condannata a quindici anni di detenzione. Fresca di nozze Beth si vede con Riggins, la mente degli attentati subiti dai Dutton. Riesce così a risalire alle origini di essi, ossia gli ordini di Garrett dietro gli agguati, con Jamie al corrente di tutto. Si reca così da quest'ultimo e lo ricatta lasciandogli tre alternative, e Jamie sceglie la terza per non essere ucciso o disonorato dinanzi all'opinione pubblica. Jamie poi va da suo padre e lo uccide a bruciapelo durante una discussione con lui al ruscello dinanzi alla sua tenuta. In piena notte porta il cadavere alla stazione dei treni ma Beth, già sul posto, scatta una foto incriminante mentre questi maneggia il corpo. In questo modo Beth ha Jamie in pugno, gli risparmia la vita, per volere anche di John, informandolo infine di aver risolto il problema degli attentati alla radice.
- Special guest star: Jacki Weaver (Caroline Warner).
- Guest star: Will Patton (Garrett Randall), Piper Perabo (Summer Higgins), Dave Annable (Lee Dutton), Pat Skipper (giudice Mitchell Davis), Jim True-Frost (padre McGreggor), Jennifer Landon (Teeter), Nichole Galicia (Charlotte Riley), Eden Brolin (Mia), Hassie Harrison (Laramie), Tanaya Beatty (Avery), Kathryn Kelly (Emily).
- Ascolti USA: telespettatori 9 340 000 – rating 18-49 anni 1,76%[11]